# Cellula di Reed-Sternberg

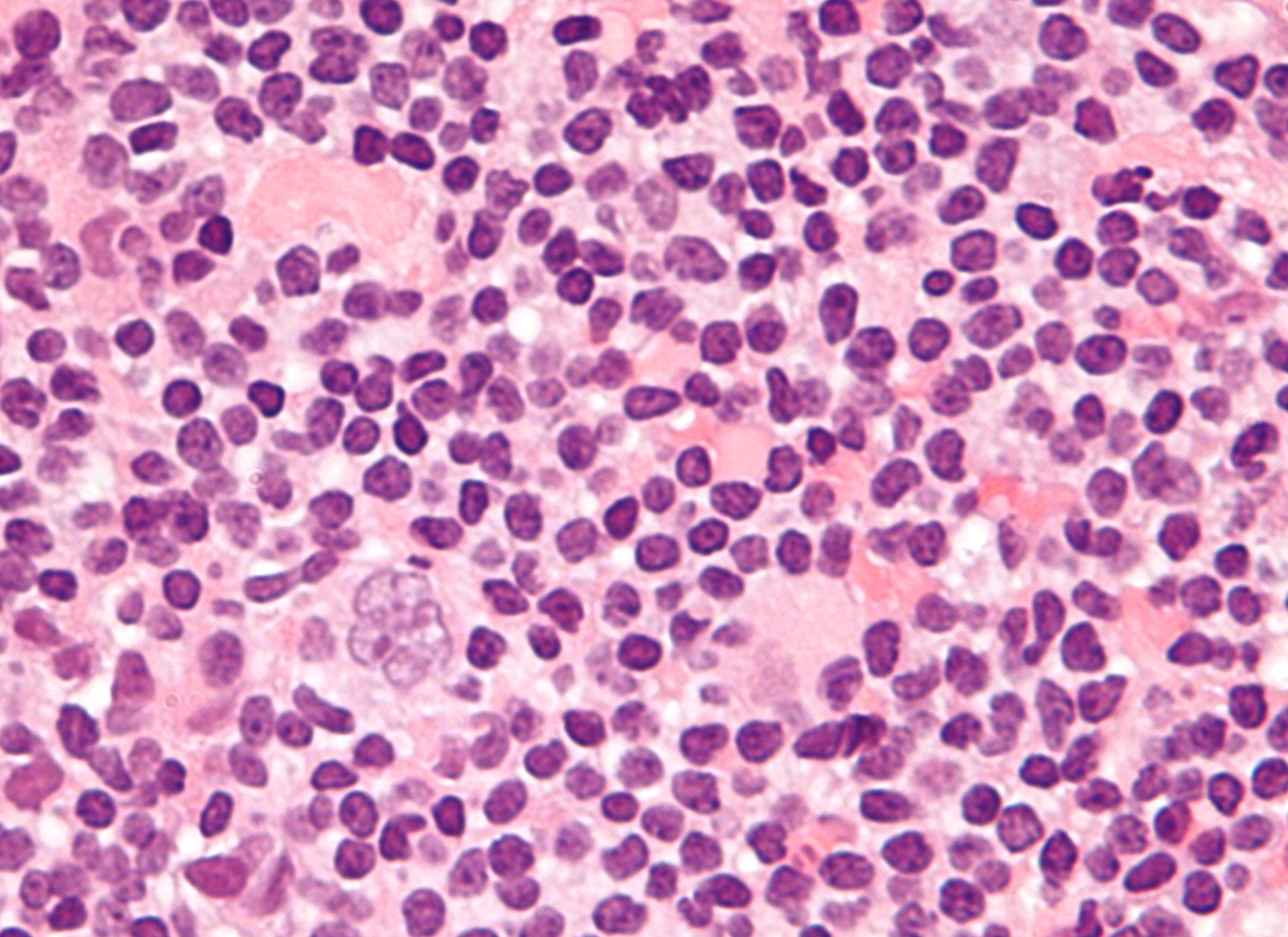
Linfoma di Hodgkin a predominanza linfocitaria nodulare; la cellula di Reed-Sternberg, nel quadrante infero-sinistro, appare multinucleata e circondata da un alone chiaro (aspetto popcorn-like).

La Reed-Sternberg (RS) è una cellula tipica del linfoma di Hodgkin. Il suo ritrovamento nell'esame al microscopio ottico di un preparato istologico consente di fare diagnosi basandosi sulla morfologia e sull'immunoistochimica.

## Introduzione
Il linfoma di Hodgkin è caratterizzato dalla presenza di cellule di Hodgkin e cellule Reed-Sternberg le quali sono rispettivamente mononucleate e multinucleate. La RS canonica è di dimensioni considerevoli, può raggiungere infatti fino a 50 micrometri di diametro. È tipicamente binucleata con nuclei eosinofili circondati da abbondante citoplasma. Tale conformazione gli è valsa l'appellativo di "cellula ad aspetto a occhio di civetta" in inglese "owl's eye". Le cellule RS furono illustrate in maniera errata per la prima volta da Greenfield in una pubblicazione del 1878. Nel 1898, Carl Sternberg pubblicò un articolo in tedesco che includeva l'illustrazione delle cellule RS nel quale descriveva anche la loro patologia, anche se era convinto che si trattasse di una forma di tubercolosi. Nel 1902 Dorothy Reed descrisse le cellule RS nel suo noto articolo "On the Pathological Changes in Hodgkin Disease, with Especial Reference to it's Relation to Tuberculosis." nel quale incluse una chiara descrizione di tali cellule con annessa illustrazione evidenziando inoltre che la malattia di Hodgkin non fosse correlata con la tubercolosi.
Molti dubbi circondano l'origine delle RS. È particolarmente difficile studiarle in quanto rappresentano circa l'1%  del tumore. Sembrano derivare da linee cellulari relative a macrofagi, fibroblasti, e granulociti. Esiste anche l'ipotesi che risultino dalla fusione tra linfociti, fibroblasti o da cellule infettate da virus. In ogni caso la maggior parte delle evidenze raccolte suggerisce che la cellula di origine delle RS sia il linfocita B nei centri germinali.

## Caratteristiche immunofenotipiche
Le cellule Reed-Sternberg sono caratterizzate dall'espressione di specifici cluster di differenziazione (CD), in particolare presentano CD30 e CD15 nella quasi totalità dei casi, possono esprimere anche PAX5 a bassi livelli, CD79a, IRF4/MUM1, EMA (raro), Ki67 e Fascina (una proteina). Al contrario risultano solitamente negative per CD20 e CD45.

## Trasformazione
Si suppone che le cellule RS derivino da linfociti B pre-apopototici nei centri germinali, che in qualche modo riescono a scappare dalla morte programmata. Il meccanismo non è chiaro, alla base potrebbe esserci una mutazione inattivante dell'inibitore KB il quale regola negativamente l'attività del NF kappa B, evitando così l'apoptosi. In aggiunta anche il CD30 potrebbe avere un ruolo nella regolazione del pathway del NF kappa B interferendo con esso e garantendo la sopravvivenza cellulare. Un'altra teoria è quella che mette al centro il ruolo del CD95: l'apoptosi nei centri germinali è, in parte, sotto il controllo del recettore CD95 il quale, se inattivato, principalmente attraverso CD95 cross-linking, può contribuire alla sopravvivenza dei linfociti b pre-apoptotici.

## Variante a predominanza linfocitaria
Nel linfoma di Hodgkin a predominanza linfocitaria (LPHL, circa il 10% dei casi di HL) si riscontrano le cellule "Reed-Sternberg variants" con aspetto a "pop corn"; esse risultano positive per i marcatori B (CD20+ e CD79a+), producono immunoglobuline e sono negative per i marcatori tipici delle Reed-Sternberg classiche (CD30- e CD15-).